# Тауфкирхен-ан-дер-Прам
Тауфкирхен-ан-дер-Прам (нем. Taufkirchen an der Pram) — коммуна (нем. Gemeinde) в Австрии, в федеральной земле Верхняя Австрия. 
Входит в состав округа Шердинг. Население составляет 2900 человек (на 1 апреля 2009 года). Занимает площадь 29 км². Официальный код — 41426.

## Политическая ситуация
Бургомистр коммуны — Йозеф Грубер (АНП) по результатам выборов 2003 года.
Совет представителей коммуны (нем. Gemeinderat) состоит из 25 мест.
- АНП занимает 11 мест.
- СДПА занимает 10 мест.
- АПС занимает 4 места.